# Donald Ellis Hudson
Donald Ellis Hudson (1916 — 1999) foi um engenheiro estadunidense.